# Aeranthes
Aeranthes là một chi thực vật có hoa trong họ Lan.

## Hình ảnh

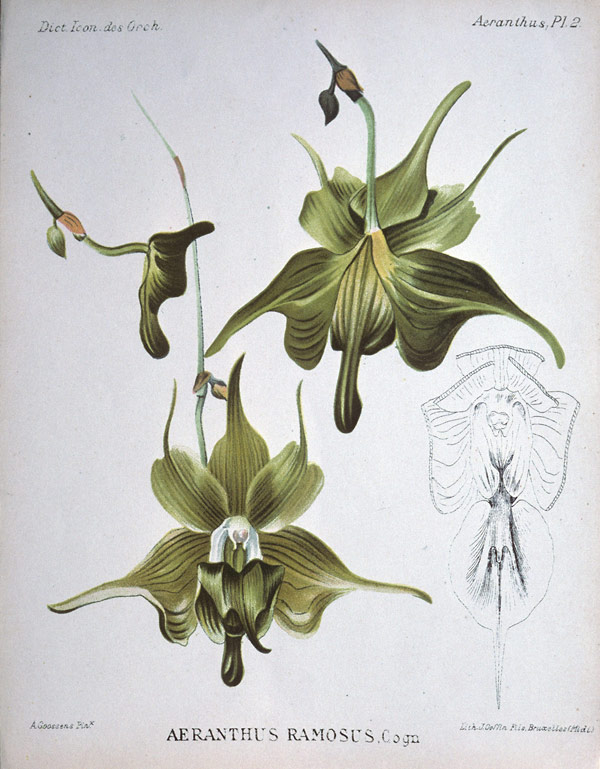
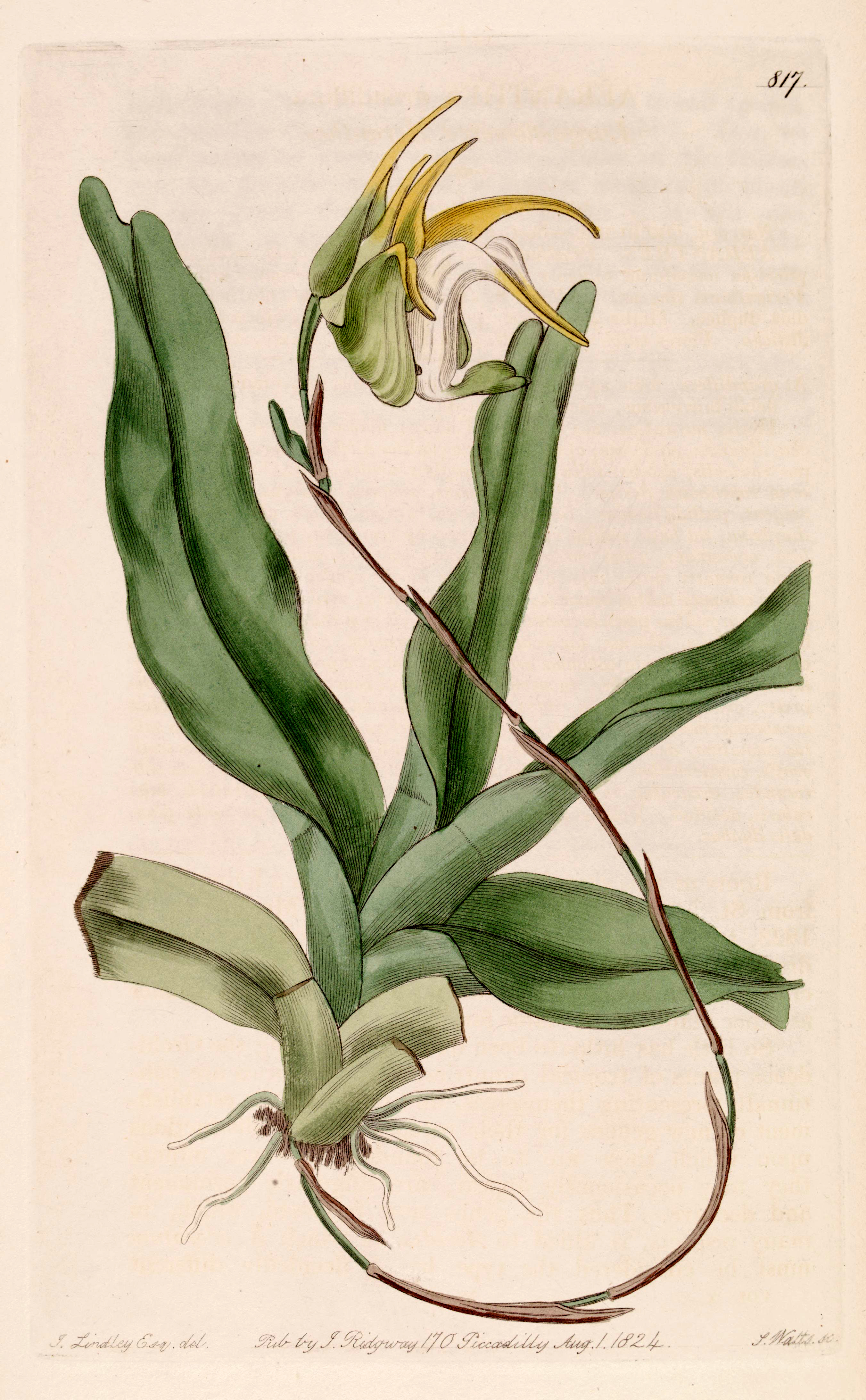

## Các loài
- Aeranthes adenopoda
- Aeranthes aemula
- Aeranthes africana
- Aeranthes albidiflora
- Aeranthes ambrensis
- Aeranthes angustidens
- Aeranthes antennophora
- Aeranthes arachnitis
- Aeranthes bathieana
- Aeranthes biauriculata
- Aeranthes brevivaginans
- Aeranthes carnosa
- Aeranthes caudata
- Aeranthes crassifolia
- Aeranthes denticulata
- Aeranthes ecalcarata
- Aeranthes erectiflora
- Aeranthes filiformis
- Aeranthes filipes
- Aeranthes gracilis
- Aeranthes grandiflora
- Aeranthes gravenreuthii
- Aeranthes henricii
- Aeranthes imerinensis
- Aeranthes laxiflora
- Aeranthes leandriana
- Aeranthes longipes
- Aeranthes moratii
- Aeranthes multinodis
- Aeranthes neoperrieri
- Aeranthes nidus
- Aeranthes orophila
- Aeranthes orthopoda
- Aeranthes parkesii
- Aeranthes parvula
- Aeranthes perrieri
- Aeranthes peyrotii
- Aeranthes pseudonidus
- Aeranthes pusilla
- Aeranthes ramosa
- Aeranthes rigidula
- Aeranthes robusta
- Aeranthes sambiranoensis
- Aeranthes schlechteri
- Aeranthes setipes
- Aeranthes tenelia
  - Aeranthes tenella var. borbonica
- Aeranthes tricalcarata
- Aeranthes tropophila